# WIF1
WIF1‏ (Wnt inhibitory factor 1) هوَ بروتين يُشَفر بواسطة جين WIF1 في الإنسان.